# Joseph-Brunon Alleweireldt

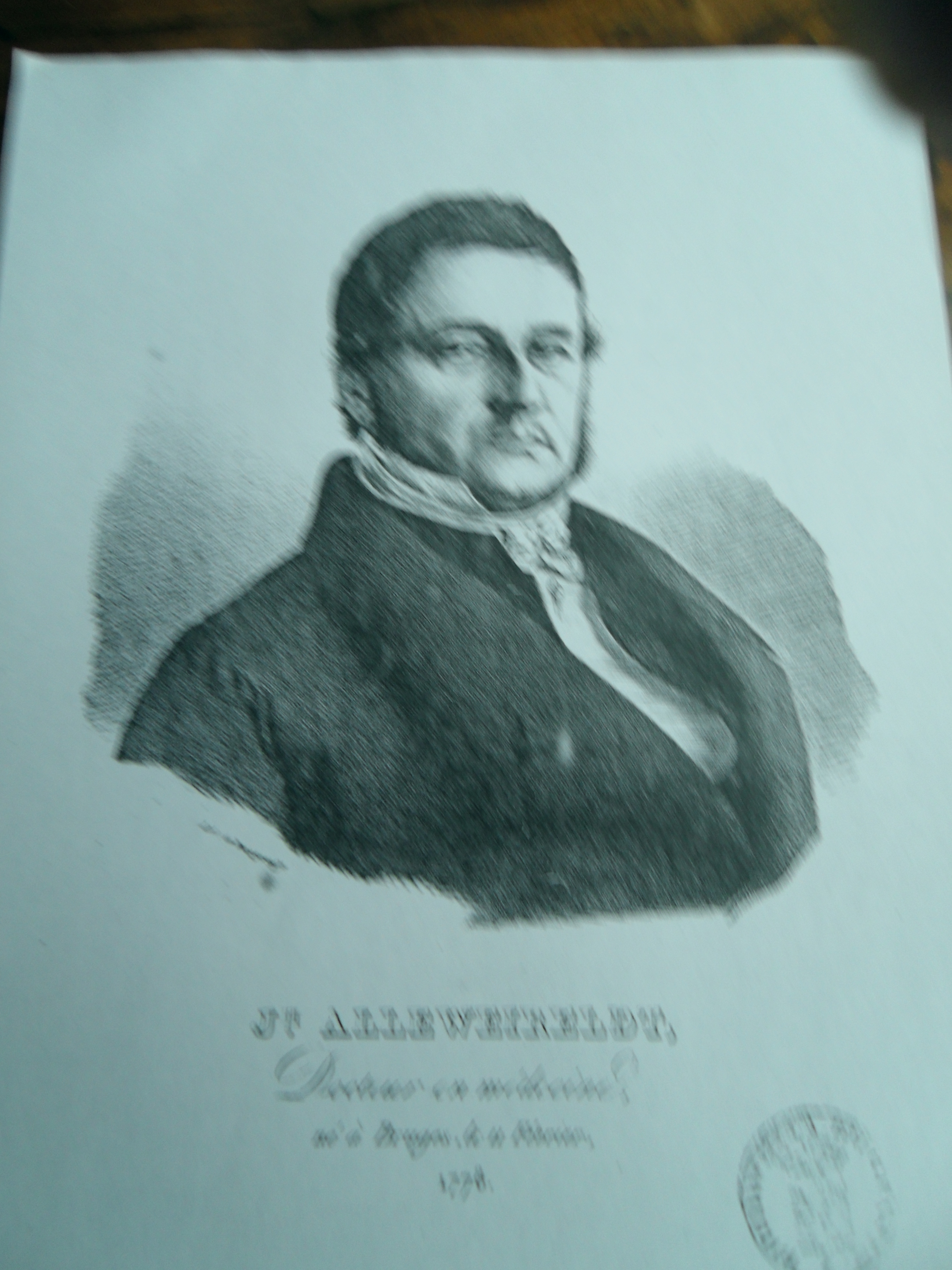
Joseph-Brunon Alleweireldt

Joseph-Brunon Alleweireldt (Brugge, 11 februari 1778 – aldaar, 2 juni 1850) was een Belgisch arts en publicist.

## Afkomst
Joseph-Brunon Alleweireldt was de zoon van Pieter Alleweireldt en die zijn tweede vrouw Anna Hendrickx. In volle revolutietijd deed hij zijn middelbare studies bij de Brugse paters augustijnen. In 1795 eindigde hij de Poësis met een eerste prijs voor catechismus en in 1796 voltooide hij de retorica.
Op 21-jarige leeftijd was hij apotheker en trad in militaire dienst. Op 27 mei 1799 werd hij aangesteld als apotheker derde klas in het militair hospitaal in Gent. Van september tot november van dat jaar was hij achtereenvolgens ingekwartierd in Antwerpen, Bergen op Zoom en Gent en vanaf 16 november 1799 tot 22 september 1803 werkte hij in Brussel. Daarna werd hij naar Brugge overgeplaatst, waar hij op 29 maart 1804 ontslag nam uit militaire dienst. Hij trok vervolgens naar Parijs waar hij op 17 juli 1807 promoveerde tot doctor in de geneeskunde.
Het feit dat hij later in zijn boek gewijd aan de grotten van Han, ook een beschrijving van het slagveld van Waterloo gaf, deed Jos De Smet de veronderstelling opperen dat hij aan de Napoleontische krijgstochten deelnam. Dit is niet uit te sluiten, hoewel toch eerder onwaarschijnlijk, want dr. Isaac De Meyer, zelf een prestigieus oorlogschirurg, zou deze glorietitel in zijn aan Alleweireldt gewijd artikel zeker niet onvermeld hebben gelaten. Daarenboven werd Alleweireldt al op 4 oktober 1807 lid van de ‘Société Littéraire’ in Brugge en het ledenboek vermeldt voor hem geen tijdelijke afwezigheid over de volgende jaren.
In 1809 werd hij aangesteld als een van de twee civiele geneesheren die samen met een chirurgijn en met twee legerartsen moesten onderzoeken of er al dan niet een geheimzinnige besmettelijke ziekte woedde in het militair hospitaal in Brugge.
Het mag dus worden aangenomen dat hij van 1808 tot 1824 zijn dokterspraktijk in Brugge uitbouwde. In 1818 was hij medestichter, met I. De Meyer, van de Société médico-chrirurgicale de Bruges, waarvan hij tot in 1823 secretaris was. In dezelfde periode werd hij ook lid van de Provinciale gezondheidscommissie.
In 1824 vestigde hij zich in Oostkamp waar hij in een kasteel een Huys van gezondheid, accouchementen en consultaties leidde. Het opzet was wellicht geen succes, want in 1828 vestigde hij zich in Gent en op 7 februari 1831 trad hij opnieuw in militaire dienst. Eerst werkte hij als apotheker tweede klasse in de centrale apotheek in Brussel, om midden 1832 over te stappen naar het militair hospitaal van de hoofdstad. Op 24 november 1833 werd hij tot apotheker eerste klas bevorderd, op 3 februari 1835 werd hij op non-actief gesteld en op 13 oktober 1838 ging hij op rust.
Ondertussen was hij weer naar Brugge verhuisd en oefende er de geneeskunde uit op het adres Genthof F3-48. Na 1845 was hij wellicht niet meer actief: hij was toen de vijfenzestig voorbij. Hij verhuisde naar Moerstraat D2-59, waar hij stond ingeschreven als ‘grondeigenaar’ en waar hij op de leeftijd van 71 jaar overleed.

## Gezin
Joseph-Brunon Alleweireldt trouwde een eerste maal op 9 juni 1810 met de vijf jaar oudere Isabelle de Brouwer (1773-1817). Zij was de weduwe van de Brugse advocaat, Jacobijnse voorman in 1792-93 en lid van de ‘Conseil des 500’ en de 'Assemblée législative' tijdens het Frans regime, Jacques Devaux (1764-1807), die vroegtijdig overleden was en haar en de twee kinderen met geringe bestaansmiddelen had achtergelaten. Aldus werd Joseph Alleweireldt de stiefvader van Paul Devaux (1801-1880), de voorname grondlegger van het Belgisch koninkrijk in 1830 en van diens zuster Virginie Devaux (1797-1862), later de echtgenote van Brugs stadsontvanger Jean Goddyn (1796-1874).
Zeven jaar na het overlijden van zijn eerste vrouw, hertrouwde Alleweireldt op 31 maart 1824 met de brouwersdochter Isabelle de Vlamynck (Brugge 1805 – Elsene 1875), die 27 jaar jonger was en hem al zes maanden na het huwelijk een zoon schonk, Isidore Alleweireldt. Er volgden nog zeven kinderen: Elisa (°Gent 12 mei 1828), Valerie (°Gent 24 augustus 1829), Jules (°Brussel 12 mei 1833), Celine (°Brussel 8 december 1834), Octavie (°Brugge 17 december 1837), Clotilde (°Brugge 1840) en Gabrielle (°Brugge 1843).

## Liberaal
In de periode 1810-1825 was Joseph Alleweireldt lid van de Brugse vrijmetselaarsloge La Réunion des Amis du Nord.
De originele, zo niet excentrieke arts was een vriend van de radicale en republikeinsgezinde Bruggeling Louis de Potter (1786-1859). Het was zijn zoon Isidore die in 1859 op de burgerlijke stand het overlijden van De Potter ging melden.
Vanaf 1842 was de arts een van de weinige Bruggelingen die op de lijst voorkwam van de verkiesbaren voor de Senaat. Hij was dus behoorlijk welstellend.
In juni 1846 behoorde hij tot de stichters van de Association libérale, de eerste politieke kiesvereniging in Brugge.

## Publicaties
- Considérations sur les légions mécaniques du coeur, Paris, chez Didot, 1807, 44 p. Dit werkje was hoogstwaarschijnlijk zijn proefschrift voor het bekomen van de dokterstitel.
- Rapport sur quelques abus relatifs à l’exercice de l’art de guérir dans la Flandre Occidentale, lu à la séance de la société medico-chirurgicale de Bruges le 27 octobre 1818, Brugge, E. Terlinck, Breydelstraat, 1818. Een levendig en kritisch rapport, in de Brugse geneesherenkring voorgedragen.
- Réflexions relativement à la nouvelle doctrine du docteur Broussais et à la manière vague de la critiquer employée par ses adversaires in: ‘Spectateur Belge’, Imprimerie F. De Pachtere, juli 1824. Dat hij niet terugschrok voor journalistieke polemiek bewijst dit artikel in verband met de theorieën van dokter François Broussais (1772-1838).
- Description de la grotte de Han sur Lesse, ornée de 27 planches, Bruxelles, Aug. Wahlen, 1830 (op het binnenblad 1829), 44 blz, 27 platen. Een statig in-folio boek, gewijd aan de grotten van Han, versierd met talrijke litho’s, waaronder zijn eigen portret en met enkele autobiografische gegevens.
- Nouvelles théories de la lumière du jour, du calorique, de la vision, de l’ouie et du son, des causes du mouvement des planètes dans leurs orbites, de quelques phénomènes que présentent les corps célestes, etc., Brugge, J. Fockenier, 1850. In het jaar van zijn dood, gaf Alleweireldt dit curieus werk uit. Het was geen hoogvlieger, ook al gaf het blijk van taalvaardigheid, eruditie en een bepaalde kritische geest. De ambitie van de auteur om een nieuwe theorie op te bouwen over licht en warmte, die noch min noch meer de theorieën van Isaac Newton zouden vervangen, werd echter niet bereikt. Het curieuze boek bestond uit vier delen:
  - Informatie over vaccinaties, Simon Stevin, Christoffel Columbus, Plinius de Oudere, enz. Volgens Alleweireldt zijn licht en warmte niet afkomstig van de zon en kan het oog niets zien buiten de limieten van de atmosfeer. Sommige fenomenen zouden kunnen zijn en tegelijk niet zijn. En, verklaarde hij, 'Er bestaat geen methode om te vinden wat men niet zoekt'.
  - Studie over de warmte
  - Studie over de aantrekkingskracht en de afstotingskracht. Hij verklaarde hierin: 'Het is verkieslijker niets te weten dan onjuistheden te geloven'.
  - Studie over het geluid, dat volgens hem geen trillingen veroorzaakt in de lucht en niets méér is dan een simpel fysiologisch verschijnsel.

## Kunstliefhebber
Alleweireldt was ook kunstliefhebber en wellicht verzamelaar. Bij zijn overlijden erfden de kinderen o.m. een ‘Maria met kind Jezus’ door Leonardo da Vinci. Was het een echte da Vinci? Hij werd in ieder geval in onverdeelde eigendom bewaard door de kinderen Alleweireldt en werd bij het overlijden van Isidore Alleweireldt, die het werk in depot had, op 30.000 goudfranken geschat.